# Onibaba - Le assassine
Onibaba - Le assassine (Onibaba) è un film del 1964 diretto da Kaneto Shindō.
La pellicola è basata su un'antica fiaba buddista.

## Trama
Giappone, Periodo Nanboku-chō: due soldati disertori vengono uccisi in un'imboscata, in un vasto campo di canne, da una donna anziana e dalla sua giovane nuora; le due donne saccheggiano i morti e lasciano cadere i corpi in una fossa nascosta nel campo. Il giorno successivo, portano gli oggetti rubati a un mercante di nome Ushi e li scambiano con del cibo; mentre se ne stanno andando, il mercante fa una proposta sessuale all'anziana ma viene rifiutato. Un loro vicino di nome Hachi, torna dalla guerra e le due donne gli chiedono notizie del suo commilitone Kishi (figlio dell'anziana e marito della giovane). L'uomo gli comunica che hanno abbandonato la guerra e che Kishi è stato successivamente ucciso quando sono stati sorpresi a rubare del cibo ai contadini. Furiosa, l'anziana intima alla giovane di stare lontana da Hachi, che incolpa per la morte di suo figlio.
Hachi inizia a mostrare interesse per la giovane che riesce a sedurre; da quel momento, iniziano a incontrarsi ogni notte nella capanna dell'uomo. L'anziana scopre la relazione e, indignata, cerca di sedurre lei stessa Hachi ma viene freddamente respinta; allora, lo supplica di non portare via sua nuora (perché, da sola, non è in grado di uccidere e derubare i soldati di passaggio). Una notte, mentre l'uomo e la giovane sono insieme, un samurai smarrito, indossante una Han'nya, costringe l'anziana a guidarlo fuori dal campo; anche lui, viene fatto precipitare nella fossa dove le donne si sbarazzano delle loro vittime: scendendo, la donna gli ruba i suoi beni e, con grande difficoltà, rimuove la sua maschera (scoprendo il suo volto orribilmente sfigurato).
Una successiva notte, mentre la giovane va a trovare Hachi, l'anziana le blocca la strada, travestita dal samurai mascherato, spaventandola e facendola correre a casa. Durante il giorno, l'anziana convince ulteriormente la giovane che il "demone" era reale, una punizione per la sua relazione con l'uomo; tuttavia, pur evitando di incontrarlo di giorno, la giovane continua comunque a incontrarlo di notte. Allora, durante una notte tempestosa, l'anziana la terrorizza nuovamente ma Hachi, stanco di essere ignorato, va dall'amante e fa sesso con lei nell'erba mentre l'anziana li guarda. Successivamente, l'uomo torna alla propria capanna dove incontra un altro disertore che gli ruba il cibo; spaventato, il disertore afferra la propria lancia e lo attacca, uccidendolo.
Intanto, l'anziana scopre che non può più rimuovere la maschera: terrorizzata, chiede aiuto alla giovane (rivelandole la verità); l'altra donna accetta di rimuoverle la maschera a patto che l'anziana non interferisca più con la sua relazione con Hachi. Dopo aver fallito nel toglierla, la giovane la rompe con un martello: sotto i resti della maschera, anche il volto dell'anziana è diventato sfigurato; pensando che la suocera si sia trasformata in un demone, la giovane fugge terrorizzata. L'anziana la rincorre, gridandole che è un essere umano non un demone; dopo una breve fuga, la giovane raggiunge e salta la fossa mentre l'anziana cade al suo interno, morendo.

## Produzione

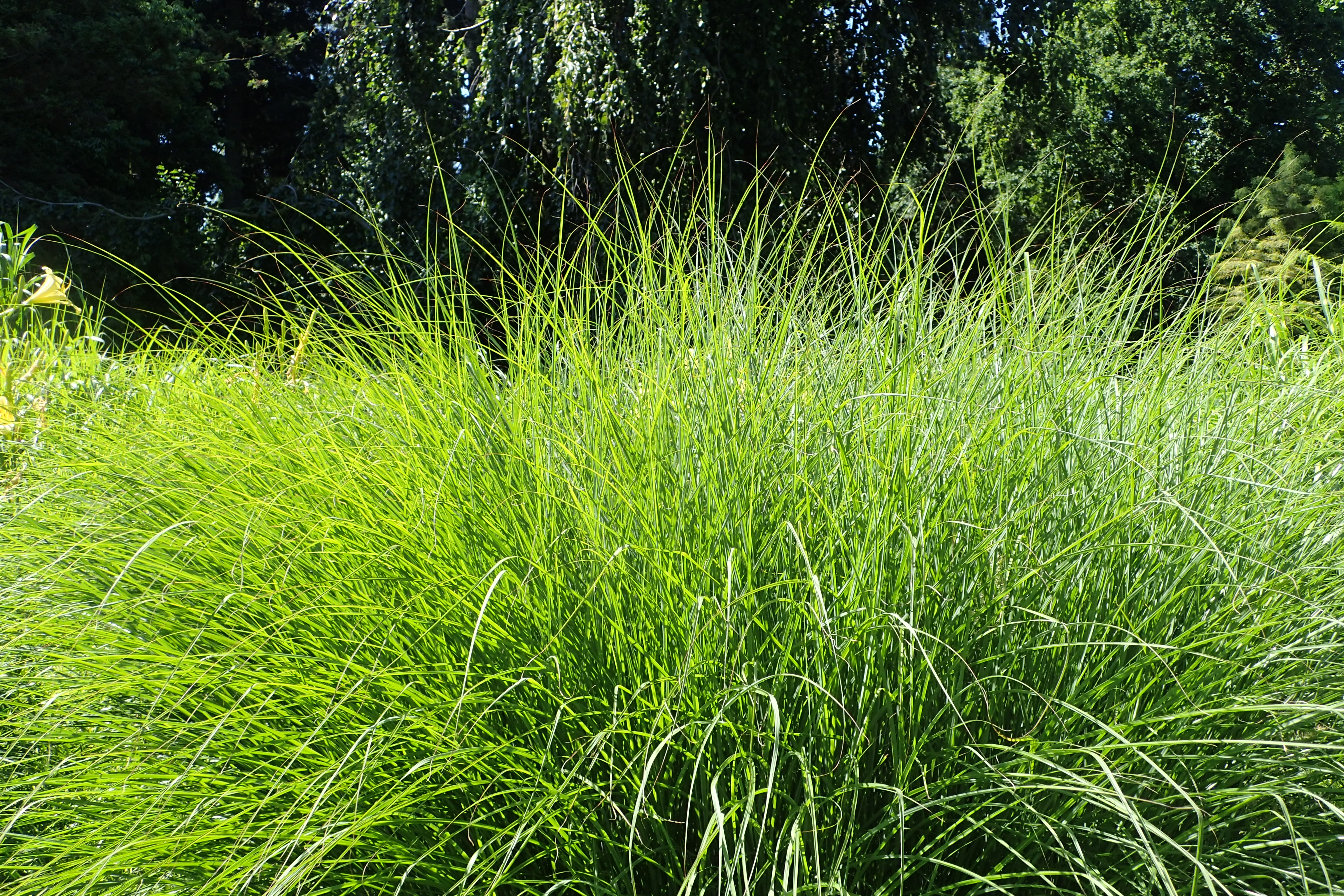
Miscanthus sinensis

Il regista voleva girare il film in uno dei molti campi di Miscanthus sinensis del Giappone e mandò uno dei suoi assistenti a trovare quello più adatto alle riprese. Ne trovarono uno vicino ad un fiume e lì vi costruirono diverse capanne che ospitarono la troupe per tutta la durata delle riprese; venne concordato dal regista e tutta la troupe che chi avesse lasciato la location, non sarebbe stato pagato, allo scopo di mantenere i membri motivati a continuare. Le riprese vennero effettuate tutte alla luce del giorno, in quanto, durante la notte, l'alta marea del fiume riversava nei campi una moltitudine di insetti e granchi.

## Accoglienza

### Critica
- Nel descrivere, in toni ora favolistici ora allegorici, un'umanità abbrutita, Shindo denuncia la guerra, ma in modi enfatici e artificiosi. Commento del dizionario Il Morandini che assegna al film due stelle su cinque di giudizio.[2]
- Il dizionario Farinotti assegna al film tre stelle su cinque di giudizio[3]
- Rotten Tomatoes assegna al film un punteggio di 6.6/10.[4]

## Curiosità
La maschera utilizzata in questo film ha ispirato William Friedkin per le sequenze subliminali de L'esorcista, in cui appare il volto bianco di un demone.